# دواين ويتفيلد
دواين ويتفيلد (21 أغسطس 1972 في الولايات المتحدة - ) (بالإنجليزية: Dwayne Whitfield)‏ هو لاعب كرة سلة أمريكي في مركز هجوم قوي الجسم.

## وصلات خارجية
- دواين ويتفيلد على موقع إن بي أي (الإنجليزية)
- دواين ويتفيلد على موقع سبورتس رفرنس (الإنجليزية)
- دواين ويتفيلد على موقع كرة السلة الأوروبية.كوم (الإنجليزية)
- دواين ويتفيلد على موقع كلية كرة السلة في سبورتس رفرنس.كوم (الإنجليزية)
- دواين ويتفيلد على موقع ريلجم (الإنجليزية)
- دواين ويتفيلد على موقع بروبوليرز (الإنجليزية)